# James Trapp
James Trapp (Estados Unidos, 28 de diciembre de 1969) es un atleta estadounidense retirado especializado en la prueba de 200 metros, consiguiendo ser campeón mundial en pista cubierta en 1993.

## Carrera deportiva
En el Campeonato Mundial de Atletismo en Pista Cubierta de 1993 ganó la medalla de oro en los 200 metros, llegando a meta en un tiempo de 20.63 segundos, por delante del australiano Damien Marsh y de su paisano estadounidense Kevin Little.